# Coupe d'Allemagne féminine de football 1992-1993
Navigation
Édition précédente Édition suivante
Le DFB-Pokal Frauen 1992-1993 est la treizième édition de la Coupe d'Allemagne féminine.
Il s'agit d'une compétition à élimination directe ouverte aux vainqueurs des coupes de chaque fédération régionale et des clubs de la  Bundesliga féminine. Elle est organisée par la Fédération allemande de football (DFB).
La finale a lieu le 12 juin 1993 au stade olympique de Berlin. Le TSV Siegen remporte sa cinquième Coupe d'Allemagne.

## Format
Les équipes participantes sont les vainqueurs des coupes des fédérations régionales et toutes les équipes ayant participé à la Bundesliga féminine en 1991-1992, soit 22 équipes, et les promus pour la saison 1992-1993 (quatre équipes).
La compétition commence avec les 32e de finale qui se jouent sur un match, en cas d'égalité une séance de tirs au but a lieu. 
La finale se joue le 12 juin 1993 en lever de rideau de la finale masculine.

## Demi-finales
Les matchs se jouent le 21 mars et le 20 mai 1993.
| Equipe 1   | Equipe 2                | Score |
| ---------- | ----------------------- | ----- |
| VfB Rheine | Grün-Weiß Brauweiler    | 1 - 3 |
| TSV Siegen | VfR Eintracht Wolfsburg | 6 - 0 |

## Finale
| 12 juin 1993 | TSV Siegen        | 1 - 1   | Grün-Weiß Brauweiler | Stade olympique de Berlin, Berlin |                      |
|              |                   | (0 - 1) |                      | Spectateurs : 10 000              | Spectateurs : 10 000 |
|              | Tirs au but 6 - 5 |         |                      | Spectateurs : 10 000              | Spectateurs : 10 000 |

- Le TSV Siegen remporte sa cinquième Coupe d'Allemagne après une séance de tirs au but[2].